# Hemigraphis klossii
Hemigraphis klossii är en akantusväxtart som beskrevs av Spencer Le Marchant Moore. Hemigraphis klossii ingår i släktet Hemigraphis och familjen akantusväxter. Inga underarter finns listade i Catalogue of Life.